# Laat hoefbladgitje
Het laat hoefbladgitje (Cheilosia canicularis) is een vliegensoort uit de familie van de zweefvliegen (Syrphidae). De wetenschappelijke naam van de soort is voor het eerst geldig gepubliceerd in 1801 door Panzer.

## Afbeeldingen

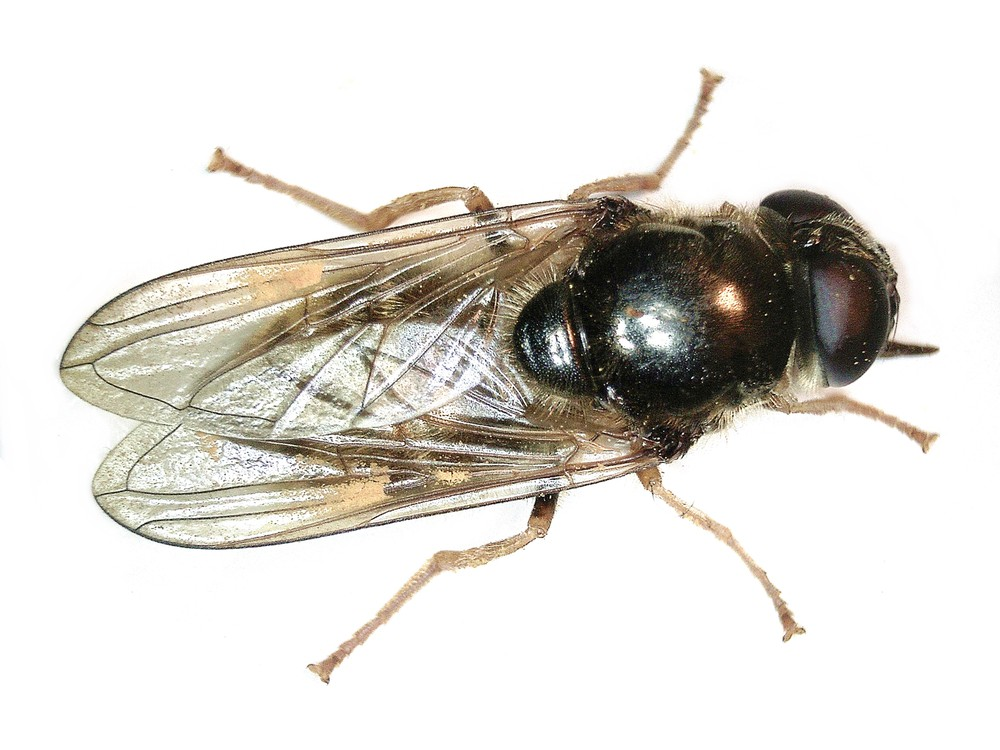
bovenkant
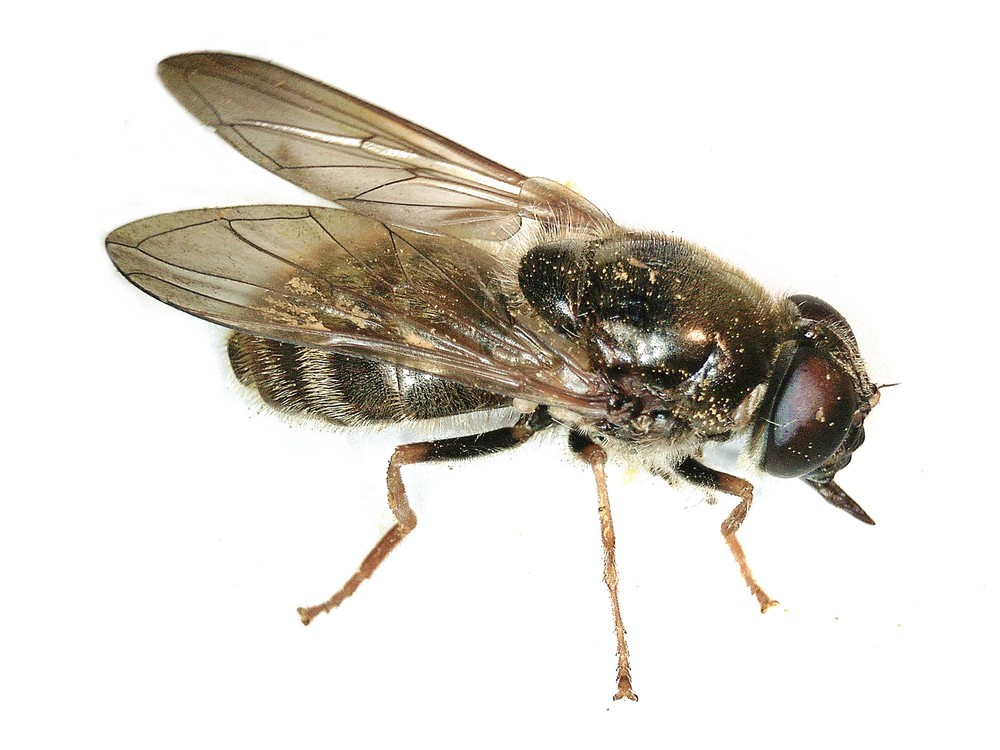
zijkant
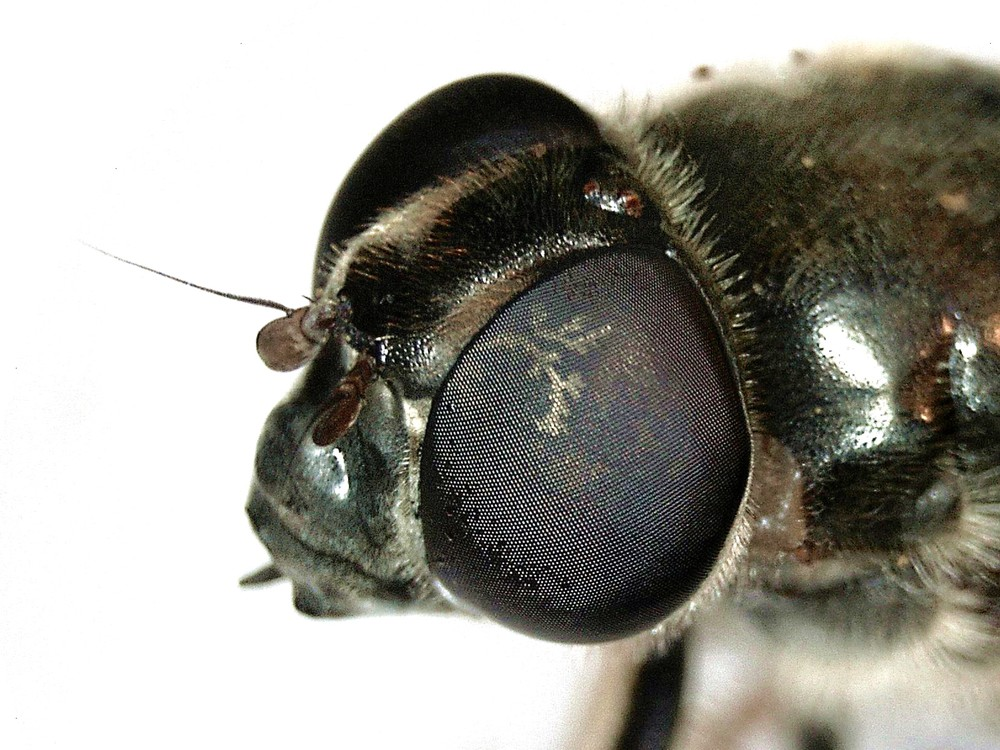
detail kop
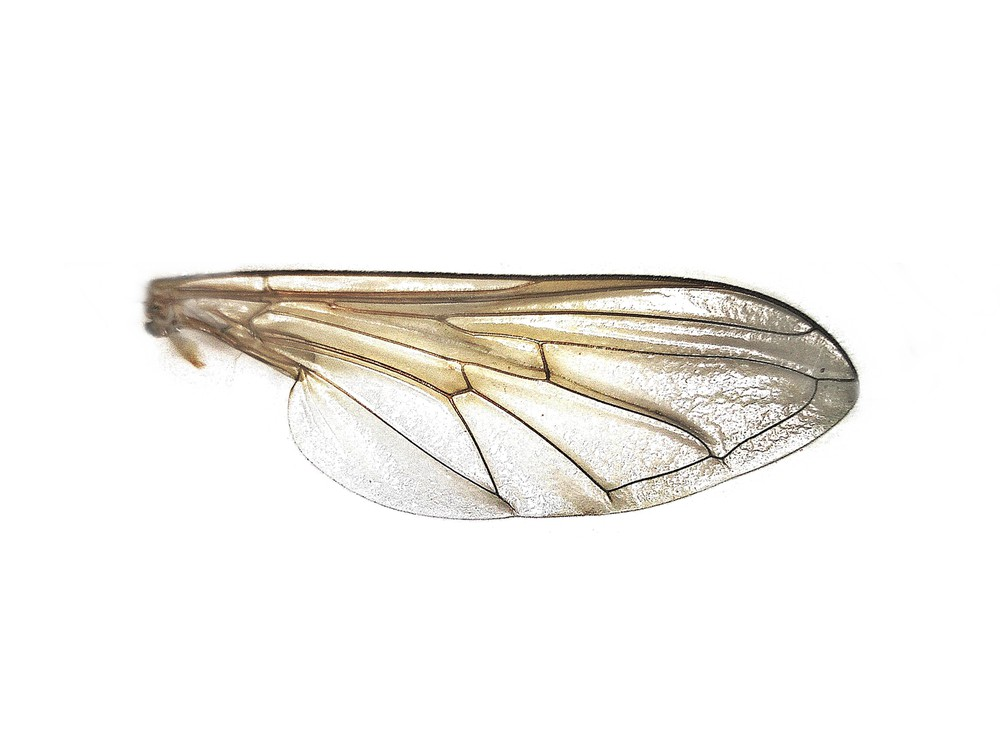
vleugel